# Уорнер, Энн
Энн Элизабет Уорнер (англ. Anne Elizabeth Warner; род. 24 августа 1954, Бостон), в замужестве Таубес (англ. Taubes) — американская гребчиха, выступавшая за сборную США по академической гребле во второй половине 1970-х годов. Бронзовая призёрка летних Олимпийских игр в Монреале, обладательница серебряной медали чемпионата мира, победительница и призёрка регат национального значения.

## Биография
Энн Уорнер родилась 24 августа 1954 года в Бостоне, штат Массачусетс. Детство провела в соседнем Лексингтоне.
Окончила Йельский университет, где изучала русистику. Была руководительницей Йельского славянского хора, также около года провела в Болгарии — исследовала народную музыку здешних горных деревень. Позже поступила в Гарвардскую школу права. Будучи студенткой, состояла в командах по академической гребле, неоднократно принимала участие в различных студенческих регатах.
Первого серьёзного успеха на взрослом международном уровне добилась в сезоне 1975 года, когда вошла в основной состав американской национальной сборной и побывала на чемпионате мира в Ноттингеме, откуда привезла награду серебряного достоинства, выигранную в зачёте распашных рулевых восьмёрок — уступила здесь только экипажу из ГДР.
Благодаря череде удачных выступлений удостоилась права защищать честь страны на летних Олимпийских играх 1976 года в Монреале. Совместно с партнёршами по сборной Линн Силлиман, Анитой Дефранц, Кэри Грейвз, Марион Грег, Маргарет Маккарти, Гейл Рикетсон, Кэрол Браун и Джеки Зок финишировала в распашных рулевых восьмёрках третьей позади экипажей из Западной Германии и Советского Союза, получив тем самым бронзовую олимпийскую медаль.
После монреальской Олимпиады Уорнер осталась в составе гребной команды США на ещё один олимпийский цикл и продолжила принимать участие в крупнейших международных регатах. Так, в 1977 году она выступила на чемпионате мира в Амстердаме, где в программе безрульных двоек пришла к финишу шестой.
В 1978 году на мировом первенстве в Карапиро показала четвёртый результат в восьмёрках.
В 1980 году прошла отбор в олимпийскую сборную, собранную для участия в Олимпийских играх в Москве, однако Соединённые Штаты вместе с несколькими другими западными странами бойкотировали эти соревнования по политическим причинам. В качестве компенсации за пропуск Олимпиады Уорнер была награждена Золотой медалью Конгресса.
Была замужем за гарвардским математиком Клиффордом Таубесом, родила двоих детей, но в конечном счёте развелась.